# Pierre Naudet
Pierre Naudet, né le 23 décembre 1922 à Paris et mort le 17 décembre 1997 à Créteil, est un homme politique français.

## Biographie
Après des études en droit et un passage par l'école libre des sciences politiques, Pierre Naudet est requis pour le STO pendant la seconde guerre mondiale, et ne peut exercer comme avocat, à Paris, qu'après son retour en France, en 1946.
Il entre en politique par la voie municipale en étant élu maire-adjoint de Courbevoie en 1951.
Membre du Club des Jacobins à sa fondation, en 1953, par Charles Hernu, il rejoint le parti radical dans le sillage de Pierre Mendès-France qui le fait entrer au comité exécutif du parti. Il participe ainsi à l'exclusion d'Edgar Faure en 1955.
En 1956, il mène une liste Front républicain dans la 5ème circonscription de la Seine et obtient 15,2 % des voix, ce qui lui permet d'être élu député.
Parlementaire actif, il ne se limite pas aux questions techniques qu'il maîtrise, dans le domaine juridique, mais intervient aussi sur des questions de politique générale. Il demande ainsi en 1956 une renégociation de l'accord sur l'occupation de la Sarre, exprimant sa défiance vis-à-vis du gouvernement de la RFA. Il est aussi très impliqué dans l'application de la loi-cadre Defferre sur la décolonisation, et, après le bombardement de Sakhiet, interpelle longuement le gouvernement dont il critique la politique algérienne.
Il s'éloigne cependant de Mendès, dont il a été un fidèle soutien, avec la fin de la Quatrième République. Il crée en juillet 1958 un éphémère Centre de la réforme républicaine, avec Jean-Claude Servan-Schreiber, Pierre Clostermann, Jean de Lipkowski. Comme ces gaullistes de gauche, il appelle à voter favorablement au référendum sur la nouvelle constitution.
Sa candidature aux législatives de 1958, sans le soutien d'aucune force politique ayant un peu d'assise, est un échec : il n'obtient que 10 % au premier tour et est éliminé.
Il rejoint le parti radical en 1959, et tente de nouveau de retrouver un mandat de député en 1962, avec encore moins de succès.
Il se retire alors de la vie politique et se consacre à sa carrière d'avocat.